# Spilosoma obsoletilinea
Spilosoma obsoletilinea är en fjärilsart som beskrevs av Embrik Strand 1919. Spilosoma obsoletilinea ingår i släktet Spilosoma och familjen björnspinnare. Inga underarter finns listade i Catalogue of Life.